# Gavy NJ
 Gavy NJ是韓國Good Berry娛樂於2005年推出的女子音樂團體。以強勁的演唱實力獲得不少歡迎，初出道便獲得金唱片最佳新人獎，更被譽為「女版SG Wannabe」。現任成員為Jenny、件智、Seorin。

## 組合名字來源
Gavy是韓文「가비（歌妃）」的譯音，意思是「音樂的女王」，而NJ則是初期的三名成員的姓氏（盧詩賢代表N，而鄭慧敏、張熙英代表J）縮寫。

## 經歷

### 2005年
11月10日，發行第一張正規專輯《the very first》出道。

### 2006年
在第21回「Golden disc」（金唱片獎）獲得新人獎。

### 2009年
7月，成員鄭慧敏退隊，新成員Misty加入。新成員Misty曾為BGH4成員。
9月24日，發行了第四張正規專輯《side A - Heartbreak Hotel》。這張專輯也填補退出的成員鄭慧敏的空白期，藉此來宣傳新的成員。
9月25日，透過KBS音樂銀行來進行Come Back Special舞台，演唱新曲「Bye Bye」，展現成熟的嗓音。

### 2011年
5月。Gavy NJ與所屬公司的合約結束，成員張熙英及Misty開始SOLO活動。現在則以原有成員盧詩賢為主軸，加入新成員Jenny與Gun Ji。

### 2012年
5月，發行新曲《Don't Call Me》的MV。Don't Call Me描述一名女生想忘記她的前度男友，而EXID的成員LE獻聲負責歌曲rap的部份。歌曲由曾與Gavy NJ創作過多首名曲的Min Myung Ki創作，而歌詞則是由成員盧詩賢創作。

### 2016年
6月28日，發表官方聲明宣布元老成員Noh Si Hyun (노시현)與公司合約到期，決定不續約。
公司宣布Gavy NJ將加入一名新成員，並在7月20日回歸。
7月15日，公開《SHUBIRUBIRUB》MV預告。《SHUBIRUBIRUB》是Gavy NJ出道以來首次挑戰的舞曲。在公開的影片中Gavy NJ脫離抒情女團形象，展現了活潑可愛的面貌。此外MV的男主角將由MADTOWN成員JOTA飾演。
7月20日，發行單曲《SHUBIRUBIRUB (슈비루비룹)》。

### 2017年
2月23日，發行數位單曲《An Obvious Melo》。

## 成員資料
| 成員列表   | 成員列表 | 成員列表 | 成員列表      | 成員列表 | 成員列表                   | 成員列表 | 成員列表                  | 成員列表      | 成員列表 |
| 藝名       | 藝名     | 本名     | 本名          | 本名     | 出生日期 / 出生地          | 身高     | 學歷                      | 隊內職務      |          |
| 中文       | 諺文     | 漢字     | 羅馬拼音      | 諺文     | 出生日期 / 出生地          |          | 學歷                      | 隊內職務      |          |
| ---------- | -------- | -------- | ------------- | -------- | -------------------------- | -------- | ------------------------- | ------------- | -------- |
| Seorin     |          | 姜秀智   | Kang Su Ji    |          | 1988年7月9日 ·             | 164cm    | 浩源大學(休學)            | 副唱、門面    |          |
| Jenny      |          | 金多莱   | Kim Da Rae    |          | 1988年8月14日 · 首爾特別市 | 163cm    | 汉阳女子大学 实用音乐科   | 4代隊長、領唱 |          |
| 件智       |          | 金件智   | Kim Gun Ji    |          | 1992年2月28日 ·            | 161cm    | 檀国大学 生活音乐科 休学  | 主唱、忙內    |          |
| 已退出成員 |          |          |               |          |                            |          |                           |               |          |
| 藝名       | 藝名     | 本名     | 本名          | 本名     | 出生日期 / 出生地          | 身高     | 學歷                      | 隊內職務      |          |
| 中文       | 諺文     | 漢字     | 羅馬拼音      | 諺文     | 出生日期 / 出生地          | 身高     | 學歷                      | 隊內職務      |          |
| 慧敏       |          | 郑慧敏   | Jeong Hye Min |          | 1982年4月16日 ·            | 166cm    | 首尔艺术大学 实用音乐学科 | 1代隊長、領唱 |          |
| 熙英       |          | 張多媛   | Jang Da Won   |          | 1985年3月28日 · 首爾特別市 | 165cm    | 東德女子大學 實用音樂系   | 2代隊長、主唱 |          |
| Misty      |          | 朴菲道   | Park Pil Do   |          | 1982年10月1日 ·            | 161cm    |                           | 領唱          |          |
| 詩賢       |          | 盧詩賢   | Noh Si Hyun   |          | 1988年4月8日 ·             | 162cm    | 輝慶女子高中              | 3代隊長、副唱 |          |

### 成員變遷表
| 成員   | 2005年                | 2009年                | 2009年                | 2011年                | 2012年               | 2012年               | 2016年               | 2016年        | 2016年        | 2016年        |               |               |               |               |               |
| 成員   | 11月                  | 7月                   | 9月                   | 11月                  | 4月                  | 5月                  | 4月                  | 7月           | 至今          |               |               |               |               |               |               |
| 鄭慧敏 | 2005年11月-2009年7月  | 2005年11月-2009年7月  |                       |                       |                      |                      |                      |               |               |               |               |               |               |               |               |
| 張熙英 | 2005年11月-2011年11月 | 2005年11月-2011年11月 | 2005年11月-2011年11月 | 2005年11月-2011年11月 |                      |                      |                      |               |               |               |               |               |               |               |               |
| Misty  |                       |                       | 2009年7月－2012年4月  | 2009年7月－2012年4月  | 2009年7月－2012年4月 |                      |                      |               |               |               |               |               |               |               |               |
| 件智   |                       |                       |                       |                       |                      | 2012年5月至今        | 2012年5月至今        | 2012年5月至今 | 2012年5月至今 | 2012年5月至今 |               |               |               |               |               |
| Jenny  |                       |                       |                       |                       |                      | 2012年5月至今        | 2012年5月至今        | 2012年5月至今 | 2012年5月至今 | 2012年5月至今 |               |               |               |               |               |
| 盧詩賢 | 2005年11月-2016年4月  | 2005年11月-2016年4月  | 2005年11月-2016年4月  | 2005年11月-2016年4月  | 2005年11月-2016年4月 | 2005年11月-2016年4月 | 2005年11月-2016年4月 |               |               |               |               |               |               |               |               |
| Seorin |                       |                       |                       |                       |                      |                      |                      | 2016年7月至今 | 2016年7月至今 | 2016年7月至今 | 2016年7月至今 | 2016年7月至今 | 2016年7月至今 | 2016年7月至今 | 2016年7月至今 |

## 音樂作品

### 正規專輯
| 專輯 # | 專輯資料 | 曲目 |
| 1st    | 首張正規專輯《The Very First》 - 發行日期：2005年11月10日 - 語言：韓語 - 版本： - 格式：CD唱片                      | 曲目 1. Happiness 2. 爱你....... 3. 尽管如此还要继续活下去 4. 请求 5. 自尊心 6. 摇铃与鼓 7. 绝崖 8. 一日 9. Party 2 Night 10. 初恋 11. 告白日 12. She's My Friend 13. 笑中有泪                                                  |
| 2nd    | 第二張正規專輯《The Very Surprise》 - 發行日期：2006年11月15日 - 語言：韓語 - 版本： - 格式：CD唱片                 | 曲目 1. 그녀가 울고 있네요 2. 반대편에 서서 3. Beautiful Day 4. 사랑시 5. 아무말도 6. 明心(명심) 7. Again, Again, Again 8. Come Back 9. 미소(美笑) 10. 사랑 어렵죠 11. 불빛... 12. 머리칼 13. Only You                          |
| 3nd    | 第三張正規專輯《The Beginning》 - 發行日期：2008年5月26日 - 語言：韓語 - 版本： - 格式：CD唱片                      | 曲目 1. Lie 2. Blue (feat. Mario) 3. 사랑같은건 없나봐 4. 흔들흔들 5. Starlight 6. 바보 7. The Beginning 8. Payback (feat. Carlos) 9. 눈물비 10. 여우의 일기 11. 모르니 12. 바이올렛 (너의 노래)                                |
| 4th    | 第四張正規專輯《Side:A Heartbreak hotel》 - 發行日期：2009年9月24日 - 語言：韓語 - 版本： - 格式：CD唱片、數位下載  | 曲目 1. 핼쑥해졌대 2. 왜 그렇게 여자를 몰라 3. Bye Bye - feat. 태혜영(Miss $), MJ(Sunny Side) 4. 허니 5. 잘 가요 6. 이별주의보 7. 핼쑥해졌대 (instrumental) 8. 왜 그렇게 여자를 몰라 (instrumental)                             |
| ---    | 第四張正規專輯《Side:B 向日葵》 - 發行日期：2010年1月21日 - 語言：韓語 - 版本： - 格式：CD唱片、數位下載            | 曲目 1. 恋爱小说 2 2. 爱情就是这样 3. 向日葵 (feat. MJ Of Sunnyside) 4. 我们为什么分手 5. 长腿叔叔 6. 礼物 7. 向日葵 (inst.) 8. 我们为什么分手 (inst.)                                                                          |
| 5th    | 第五張正規專輯《Vol.1.Glossy》 - 發行日期：2010年11月24日 - 語言：韓語 - 版本： - 格式：CD唱片、數位下載            | 曲目 1. 请接下电话 2. 明天再见吧 3. Try It Again 4. 再见再见 5. 请接下电话 (inst.) 6. 明天再见吧 (inst.) |
| ---    | 第五張正規專輯《Vol.1 Repackage 一杯拿铁》 - 發行日期：2011年1月12日 - 語言：韓語 - 版本： - 格式：CD唱片、數位下載 | 曲目 1. 一杯拿铁 (feat. Gilme) 2. 请接下电话 3. 明天再见吧 4. Try It Again 5. 再见再见 6. 到此为止 7. 一杯拿铁 (inst.) 8. 请接下电话 (inst.) 9. 明天再见吧 (inst.)                                                              |
| ---    | 第五張正規專輯 《Vol.2 Gavy效应》 - 發行日期：2011年5月26日 - 語言：韓語 - 版本： - 格式：CD唱片、數位下載          | 曲目 1. Everyday 2. 있잖아... (only 희영) 3. 그댄 나의 Hero (only 시현) (Feat.Woo-side) 4. 바래... (only Misty) 5. 애정만세 6. 라떼한잔 (Feat.길미) 7. Everyday (inst)                                                          |
| ---    | 第五張正規專輯《Vol.2 Repackage 我会忘记》 - 發行日期：2011年7月27日 - 語言：韓語 - 版本： - 格式：CD唱片、數位下載 | 曲目 1. 잊어준다 2. 잊어준다 (Inst.) 3. Everyday 4. 있잖아… (Only 희영) 5. 그댄 나의 Hero (feat. Woo-Side) (Only 시현) 6. 바래… (Only Misty) 7. 애정만세 8. 라떼한잔 (feat. 길미) 9. Everyday (inst.)                           |
| 6th    | 第六張正規專輯Part.1《Gavish》 - 發行日期：2012年10月9日 - 語言：韓語 - 版本： - 格式：CD唱片、數位下載             | 曲目 1. 소개합니다 2. Lady Killer 3. 친구의 친구를 사랑했네 4. 가로수길에서(Feat. ARA) 5. 청소(With Postmen) 6. 연락하지마(Feat. LE of EXID) 7. Lady Killer (Inst.) 8. 가로수길에서 (Inst.)                                     |
| ---    | 第六張正規專輯Part.1 Repackage《이쁘네요》 - 發行日期：2012年11月23日 - 語言：韓語 - 版本： - 格式：CD唱片          | 曲目 1. 이쁘네요 2. 소개합니다 3. Lady Killer 4. 친구의 친구를 사랑했네 5. 가로수길에서 (Feat. ARA) 6. 청소 (With Postmen) 7. 연락하지마 (Feat. LE of EXID) 8. 이쁘네요 (Inst.) 9. Lady Killer (Inst.) 10. 가로수길에서 (Inst.) |
| ---    | 第六張正規專輯Part.2《She》 - 發行日期：2014年10月7日 - 語言：韓語 - 版本： - 格式：CD唱片、數位下載                | 曲目 1. 좋겠다 2. 뿔 3. 딱해 4. 사랑하게 해줘요 5. 이별극장 6. 별일 없니? 7. 좋겠다(Inst.) 8. 딱해 (inst.) |
| 7th    | 第七張正規專輯《Hello》 - 發行日期：2015年11月3日 - 語言：韓語 - 版本： - 格式：CD唱片、數位下載                    | 曲目 1. Thank You 2. 打電話給我 (내게 전화해) 3. Hello 4. 20歲 (스무살) 5. 女性友人 (여자사람친구) 6. 我朋友說看到你了 (친구가 널 봤대)                                                                                         |

### 迷你專輯
| 專輯 # | 專輯資料                                                                                       | 曲目 |
| 1st    | 首張迷你專輯《没有爱情这样的东西吧》 - 發行日期：2008年7月16日 - 語言：韓語 - 格式：CD唱片     | 曲目 1. Lie 2. 사랑같은건 없나봐 ("We Got Married" Insert Song) 3. 흔들흔들 4. The Beginning 5. 바이올렛 (너의 노래)                         |
| 2nd    | 第二張迷你專輯《An Obvious Melo》 - 發行日期：2017年2月23日 - 語言：韓語 - 格式：CD唱片        | 曲目 1. An Obvious Melo 2. I eat, sleep and miss 3. Did You Feel Sorry for Me 4. Between Us 5. Shubirubirub 6. An Obvious Melo (Inst.)       |
| 3rd    | 第三張迷你專輯《People Said It Break Up》 - 發行日期：2018年4月1日 - 語言：韓語 - 格式：CD唱片 | 曲目 1. 헤어지래요(People Said Break It Up) 2. 꼭 너 같던 (It Was Like You) 3. 행복하댔잖아 (You said you were happy) 4. 데리러 와 (Pick Up) |
| 4th    | 第四張迷你專輯《I’m Fine》 - 發行日期：2018年9月16日 - 語言：韓語 - 格式：CD唱片               | 曲目 1. I’m Fine 2. You Look Good 3. I’m Fine (Inst.) 4. You Look Good (Inst.)                                                               |

### 單曲
| 專輯 # | 專輯資料                                                                                      | 曲目                                                                    |
| 1st    | 首張單曲《Snowman》 - 發行日期：2005年12月27日 - 語言：韓語 - 格式：CD唱片                    | 曲目 1. 눈사람(Snowman)                                                 |
| 2nd    | 第二張單曲《雪人White Love》 - 發行日期：2005年12月27日 - 語言：韓語 - 格式：CD唱片           | 曲目 1. White Love                                                      |
| ---    | 《雪人 part.2 The White》 - 發行日期：2006年12月12日 - 語言：韓語 - 格式：CD唱片              | 曲目 1. The White                                                       |
| 3rd    | 第三張單曲《恋爱小说》 - 發行日期：2009年1月5日 - 語言：韓語 - 格式：CD唱片                   | 曲目 1. 恋爱小说 2. 울컥 3. 恋爱小说 (Inst.) 4. 울컥 (Inst.)            |
| 4th    | 第四張單曲《请走吧》 - 發行日期：2011年11月18日 - 語言：韓語 - 格式：CD唱片、數位下載         | 曲目 1. 请走吧 2. 请走吧(inst.)                                         |
| 5th    | 第五張單曲《不要联络我》 - 發行日期：2012年5月3日 - 語言：韓語 - 格式：CD唱片、數位下載       | 曲目 1. 不要联络我 2. 不要联络我(inst.)                                 |
| 6th    | 第六張單曲《At Garosu Road》 - 發行日期：2012年9月14日 - 語言：韓語 - 格式：CD唱片、數位下載  | 曲目 1. At Garosu Road (feat. Ara) 2. At Garosu Road (feat. Ara)(inst.) |
| 7th    | 第七張單曲《Farewell Cinema》 - 發行日期：2013年4月19日 - 語言：韓語 - 格式：CD唱片、數位下載 | 曲目 1. Farewell Cinema 2. Farewell Cinema (feat. Ara)(inst.)           |
| 8th    | 第八張單曲《 HOW ARE YOU?》 - 發行日期：2014年3月25日 - 語言：韓語 - 格式：CD唱片、數位下載   | 曲目 1. HOW ARE YOU? 2. HOW ARE YOU?(inst.)                             |
| 9th    | 第九張單曲《 Ju ju ju》 - 發行日期：2015年4月20日 - 語言：韓語 - 格式：CD唱片、數位下載       | 曲目 1. Ju ju ju(친구가 널 봤대)(Feat. Hip Job) 2. Ju ju ju(inst.)      |
| 10th   | 第十張單曲《여자사람친구》 - 發行日期：2015年7月10日 - 語言：韓語 - 格式：CD唱片、數位下載    | 曲目 1. 여자사람친구' 2. 여자사람친구(inst.)                            |
| 11th   | 第十一張單曲《Thank You》 - 發行日期：2015年10月8日 - 語言：韓語 - 格式：CD唱片、數位下載     | 曲目 1. Thank You(Feat. 장희영, Misty, 정혜민)' 2. Thank you(inst.)     |
| 12th   | 第十二張單曲《SHUBIRUBIRUB 》 - 發行日期：2016年7月20日 - 語言：韓語 - 格式：CD唱片、數位下載 | 曲目 1. SHUBIRUBIRUB (슈비루비룹) 2. SHUBIRUBIRUB (슈비루비룹)(inst.)   |

### 數位單曲
| 專輯 # | 專輯資料 | 曲目                                              |
| 1st    | 首張數位單曲《到此为止》 - 發行日期：2010年9月9日 - 語言：韓語 - 格式：數位下載                                       | 曲目 1. 到此为止 2. 到此为止 (inst.)              |
| 2nd    | 第二張數位單曲《爱情万岁》 - 發行日期：2011年4月21日 - 語言：韓語 - 格式：數位下載                                    | 曲目 1. 爱情万岁 2. 爱情万岁 (inst.)              |
| 3rd    | 第三張數位單曲《You Call Yourself A Man》 - 發行日期：2012年2月27日 - 語言：韓語 - 格式：數位下載                     | 曲目 1. You Call Yourself A Man 〔feat.Shorry J〕 |
| 4th    | 第四張數位單曲《Pitiful》 - 發行日期：2014年9月29日 - 語言：韓語 - 格式：數位下載 - 第六張正規專輯Part.2《She》先行曲 | 曲目 1. Pitiful(Feat. Hip Job)(딱해)              |
| 5th    | 第五張數位單曲《通俗的愛情》 - 發行日期：2017年2月23日 - 語言：韓語 - 格式：數位下載                                  | 曲目 1. 通俗的愛情 (뻔한 멜로)                    |
| 6th    | 第六張數位單曲《I’m in Sinchon》 - 發行日期：2020年1月22日 - 語言：韓語 - 格式：數位下載                              | 曲目 1. I’m in Sinchon（신촌에 왔어）             |
| 7th    | 第七張數位單曲《X-Girlfriend》 - 發行日期：2020年7月12日 - 語言：韓語 - 格式：數位下載                                | 曲目 1. X-Girlfriend（전 여친）                   |

### 合作專輯
| 專輯 # | 專輯資料                                                                                     | 曲目 |
| 1st    | 首張合作專輯《청소》 - 發行日期：2012年8月9日 - 語言：韓語 - 格式：數位下載 - 與 POSTMEN合作 | 曲目 1. 청소 2. 연애학개론 (Feat. ARA) 3. 청소 (POSTMEN Ver.) 4. 청소 (Inst.) 5. 연애학개론 (Inst.) (Feat. ARA) 6. 청소 (POSTMEN Ver.) (Inst.) |

### OST
| 發行年份 | 播出電視台 | 劇名                 | 曲目                | 參演成員 | 備註             |
| 2008年   | 不適用     | 電影《宿命》         | Remember            | 全員     |                  |
| 2009年   | SBS        | 《吞噬太阳》         | The Day Without You | 全員     |                  |
| 2010年   | MBC        | 《被稱為神的男子》   | 아무도 모르죠       | 全員     |                  |
| 2011年   | KBS        | 《愛在烏鵲橋》       | 바라봐요            | 全員     |                  |
| 2011年   | Channel A  | 《女人的色彩》       | 也许喜欢            | 全員     |                  |
| 2012年   | KBS        | 《新娘面具》         | 晚霞過後            | 全員     |                  |
| 2014年   | SBS        | 《對我而言可愛的她》 | Rewind              | 全員     | 與Jin Min Ho合唱 |
| 2016年   | MBC        | 《吹吧，微風啊》     | 期盼著愛            | 全員     |                  |
| 2017年   | MBC        | 《君主－假面的主人》 | 愛心                | 全員     |                  |

### 其他歌曲
| 發行日期      | 曲目          | 參演成員 | 備註                              |
| 2012年9月4日  | Day and Night | Gun Ji   | 與雅凜、Shannon合唱               |
| 2013年5月7日  | Electroboyz   | Gun Ji   | 與Ma Boy3 合唱 (Simply K-Pop現場) |
| 2016年7月23日 | 像夢一樣      | 全員     | 翻唱《又，吳海英》的OST           |

## 影視作品

### 綜藝節目
| 年份   | 日期     | 電視台     | 節目名稱                    | 參演成員 | 備註   |
| 2014年 | 12月20日 | KBS2       | 《Yu Huiyeol's Sketchbook》 | 全員     |        |
| 2015年 | 11月15日 | Arirang    | 《Pops in Seoul 》          | 全員     | [ 11 ] |
| 2016年 | 1月29日  | SBS Plus   | 《Star gram》               | Sihyun   |        |
| 2016年 | 7月25日  | Arirang TV | 《Pops in Seoul》           | 全員     | [ 12 ] |

### 廣播電台
| 年份   | 日期    | 電視台 | 節目名稱      | 參演成員 | 備註   |
| 2016年 | 7月28日 | 阿里郎 | 《K-Poppin'》 | 全員     | [ 13 ] |

## 獎項
| 年份 | 獎項                                |
| ---- | ----------------------------------- |
| 2006 | - 第21回Golden Disk Awards新人奖    |
| 2010 | - 第17回大韩民国演艺艺术赏R&B歌手赏 |

## 外部連結
- Gavy NJ的Facebook專頁
- Gavy NJ的Instagram帳戶